# Судачівка
Суда́чівка — село в Україні, розташоване в Чуднівській громаді, Житомирського району, Житомирської області. Населення становить 146 осіб. Орган місцевого самоврядування — Чуднівська міська рада.